# Пенка Стафунска
Пенка Стафунска е българска анархистка и нелегална партизанка.
Родена е през 1908 г. в троянското село Борима в бедно селско семейство. Още в ранна възраст остава дълбоко отвратена от социалната несправедливост, класовото разделение и човешкото неравенство в обществото.
Въпреки че е слабо грамотна, тя започва да се интересува от идеите на анархизма и тъй като чете трудно, предпочита да слуша разговорите и диспутите на другарите си по тези теми, които се водят в кръга на нейните приятели безвластници. В средата на 20-те години на XX век решава да премине към активна съпротива на властта. Първоначално е ятак и помагач, а впоследствие минава в нелегалност и се включва в четата на легендарните анархисти Васил Попов, с псевдоним Героя, и Тинко Симов.
На 17 август 1926 г. четниците Васил Попов, Михо Димитров, Пенка Стафунска и Димитър Рачев посещават къщата на своя стар ятак Захари Раев в село Орешак. Те не знаят, че техният домакин вече ги е предал и подир тях са изпратени полицейски части. Не знаят също, че в храната, която им дава, е сложил отрова. Къщата обаче е обградена от полицейски кордон. Въпреки че са вече под въздействието на отровата, четниците започват престрелка и правят опит да се измъкнат. Хвърлени са ръчни гранати, от които загиват Пенка Стафунска и Михо Димитров. Героя и Рачев успяват да пробият обръча и да се измъкнат. Рачев е ранен и под въздействието на отровата издъхва по-късно. Героя е единственият, който оцелява, и негови помагачи овчари му помагат в крайна сметка да се отърве от действието на отровата.
Полицаите отрязват главите на Пенка Стафунска и Михо Димитров и ги набиват на колове на площада пред полицейското управление за назидание на населението в Ловеч. Жителите на града са принуждавани насила да минават и да гледат жестоката гледка.